# Общероссийский классификатор объектов административно-территориального деления
Общеросси́йский классифика́тор объе́ктов администрати́вно-территориа́льного деле́ния (сокр. ОКАТО — общероссийский классификатор административно-территориальных образований) — классификатор объектов административно-территориального деления Российской Федерации, входит в состав «Единой системы классификации и кодирования технико-экономической и социальной информации Российской Федерации» (ЕСКК). ОКАТО предназначен для обеспечения достоверности, сопоставимости и автоматизированной обработки информации в разрезах административно-территориального деления в таких сферах, как статистика, экономика и другие.
До 1 января 2014 обязательно указывался в налоговых платёжных поручениях, где было соответствующее поле (в любых других платёжных поручениях поле оставлялось пустым). С 1 января 2014 в этой роли заменён кодом ОКТМО, который указывается в том же поле платёжного поручения.

## Объекты классификации
Объектами классификации в ОКАТО являются:
- республики;
- края;
- области;
- города федерального значения;
- автономная область;
- автономные округа;
- районы;
- города;
- внутригородские районы, городские округа;
- посёлки городского типа;
- сельские поселения;
- сельские населённые пункты.

В классификаторе принята иерархическая система классификации.
Всё множество объектов административно-территориального деления подразделяется на группы согласно территориальному делению и эти группы располагаются по трём уровням классификации в соответствии с административной подчинённостью, причём в каждый уровень включаются объекты, непосредственно подчинённые объектам предыдущего уровня.
Первый уровень классификации включает федеральные территории и субъекты Российской Федерации:
- республики;
- края;
- области;
- города федерального значения;
- автономную область;
- автономный округ, входящий в состав России.

Ко второму уровню классификации относятся:
- автономные округа, входящие в состав края или области, а также округа — административно-территориальные единицы с особым статусом;
- районы республики, края, области, автономной области, автономного округа, входящего в состав России, внутригородские районы, округа города федерального значения;
- города республиканского, краевого, областного подчинения (значения), а также приравненные к ним округа, городские округа;
- посёлки городского типа краевого, областного подчинения.

К третьему уровню классификации относятся:
- внутригородские районы, округа;
- города районного подчинения (значения);
- посёлки городского типа районного подчинения;
- города и посёлки городского типа, подчинённые городам республиканского, краевого, областного подчинения (значения), округам, городским округам;
- сельсоветы (сельские округа, волости, сельские администрации, сельские территории, поселения, сомоны…).

В пределах группировок третьего уровня классификации кодируются сельские населённые пункты (в том числе подчинённые администрации области, края, города, посёлка городского типа, округа, района).
Закрытые административно-территориальные образования определяются как города, посёлки городского типа, сельские населённые пункты республиканского (краевого, областного) значения (подчинения), находящиеся в ведении федеральных органов государственной власти и управления.

## Структура кода
Каждая позиция классификатора структурно состоит из трёх блоков:
- блок идентификации объекта;
- блок наименования объекта;
- блок дополнительных данных.

Код ОКАТО может быть кодом раздела «Объекты административно-территориального деления, кроме сельских населенных пунктов», который содержит от 2 до 8 цифр или кодом раздела «Сельские населенные пункты» (11 цифр).
Контрольное число (одна цифра) может быть добавлено к коду, образуя «блок идентификации», в котором на одну цифру больше (9 цифр для 8-цифрового кода).
Структура кодового обозначения в блоке идентификации:
XX XXX XXX КЧ, где
- 1, 2 знаки — объекты первого уровня классификации (субъекты Российской Федерации);
- 3, 4, 5 знаки — объекты второго уровня классификации;
- 6, 7, 8 знаки — объекты третьего уровня классификации;
- КЧ — контрольное число.

Контрольное число в кодовых обозначениях рассчитывается по действующей методике расчёта и применения контрольных чисел ПР 50.1.024-2005 «Основные положения и порядок проведения работ по разработке, ведению и применению общероссийских классификаторов». Применительно к коду ОКАТО, проверяемый код должен состоять из 3, 6 или 9 символов. То есть контрольное число стоит в третьей, шестой или девятой позиции кода. Это не означает, что для восьмизначного кода ОКАТО третий знак является контрольным числом для первых двух, обозначающих объект первого уровня. В восьмизначном коде нет контрольного числа, в принципе как и в двух-, пяти- и одиннадцатизначном коде.
Для кодирования большинства объектов ОКАТО используется следующая структура кода. Разряды 1 и 2 предназначены для кодирования объектов республиканского подчинения, расположенных на первом уровне классификации. Система кодирования этих объектов — серийно-порядковая, обеспечивающая преемственность с ранее действующим классификатором СОАТО.
Разряды 3, 4, 5 используются для кодирования объектов второго уровня классификации, разряды 6, 7, 8 — для кодирования объектов третьего уровня. В этих случаях применяется последовательный метод кодирования. При этом разряды 3 и 6 отведены под признаки соответственно Р1 и Р2, указывающие уровень классификации и вид кодируемого объекта. В этом случае применяется параллельный метод кодирования.
Признак второго уровня классификации — Р1 (разряд 3) имеет значение:
- 1 — автономный округ, округ;
- 2 — район (в том числе внутригородской), округ;
- 4 — город, посёлок городского типа.

Признак третьего уровня классификации — Р2 (разряд 6) имеет значение:
- 3 — внутригородской район, округ города;
- 5 — город, посёлок городского типа;
- 8 — сельсовет.

Для сокращения общей длины кода при кодировании ряда объектов сделано отступление от описанной системы классификации и кодирования, а именно районы и города автономных округов, входящих в состав краёв и областей, кодируются на втором уровне классификации (4, 5 разряды), а им подчинённые объекты (города, посёлки городского типа и сельсоветы) кодируются на третьем уровне классификации (6, 7, 8 разряды). При этом признак Р2 (разряд 6) имеет следующие значения:
- 6 — город, посёлок городского типа;
- 9 — сельсовет.

Для незначительного количества объектов (объекты, подчинённые администрациям районов городов республиканского, краевого, областного подчинения) их кодирование осуществляется на 6, 7, 8 разрядах, однако исключается одна ступень подчинённости, а именно подчинённость администрации района, и указывается их подчинённость администрации города.
Поскольку для обозначения таких видов административно-территориальных единиц, как район, внутригородской район, округ города (также в случае — города и посёлка городского типа) выделен один признак, их кодирование осуществляется сериями кодов. Так, для районов республики, края, области выделена серия кодов от 01 до 59, для внутригородских районов (округов) — от 60 до 99. Города кодируются серией кодов 01—49, посёлки городского типа — 50—99.
В блоке наименования для сокращения наименований объектов в классификаторе выделены наименования группировочных позиций, в которые входят все расположенные ниже позиции. При этом после наименования группировочной позиции ставится косая черта (/), а перед конкретными объектами ставится тире (-).
В случае применения в наименовании группировочной позиции двух категорий объектов, входящих в эту группировку (например: сельсоветы и сомоны, сельские администрации и волости и др.), к наименованиям входящих в группировку позиций добавляется сокращение, определяющее вторую из двух применяемых категорий. При этом позиции, у которых отсутствуют сокращения, относятся к первой из применяемых категорий.

### Пример
Кодовое обозначение, например, Алейского сельсовета Алейского района Алтайского края — 01 201 802 — структурно состоит из следующих частей:
- 01 (1 и 2 разряды) — Алтайский край;
- 2 (3 разряд) — признак района (второй уровень классификации);
- 01 (4 и 5 разряды) — признак Алейского района;
- 8 (6 разряд) — признак сельсовета (третий уровень классификации);
- 02 (7 и 8 разряды) — код Алейского сельсовета.

## Административно-территориальные и территориальные единицы, отсутствующие в ОКАТО
В ОКАТО не выражены в явном виде существующие в некоторых регионах административно-территориальные единицы такие, как внутрирайонные поссоветы, поселковые округа, горсоветы, городские округа, городские поселения, им в ОКАТО соответствуют списки вида: «город/посёлок городского типа районного подчинения + подчинённые населённые пункты».
ЗАТО Александровск фигурирует в виде трёх городов областного подчинения Мурманской области, находящихся в ведении федеральных органов государственной власти и управления: Гаджиево (с подчинёнными сельскими населёнными пунктами), Полярный и Снежногорск.
ЗАТО Видяево в ОКАТО определяется в виде двух сельских населённых пунктов областного подчинения Мурманской области, находящихся в ведении федеральных органов государственной власти и управления: собственно Видяево и Чан-Ручей.
ЗАТО Михайловский в ОКАТО определялось в виде двух сельских населённых пунктов областного подчинения Саратовской области, находящихся в ведении федеральных органов государственной власти и управления: собственно Михайловский и Новооктябрьский. В настоящий момент, после расформирования ЗАТО, в ОКАТО определяются два сельских населённых пункта областного значения.
Кроме того, ни в каком виде не выражены:
- городские и сельские поселения Ленинградской области, являющиеся и административно-территориальными единицами, и муниципальными образованиями;
- Бежтинский участок Цунтинского района Дагестана;
- территориальные округа Дагестана;
- островные территории Архангельской области Земля Франца-Иосифа и остров Виктория;
- управленческие округа Свердловской области;
- округа Амурской, Тверской областей.

## Устаревшая информация
По некоторым регионам воспроизводится устаревшая информация.